# Marianne Kriel
Marianne Kriel (* 30. August 1971 in Bellville) ist eine ehemalige südafrikanische Schwimmerin.

## Karriere
Kriel nahm erstmals 1992 an Olympischen Spielen teil. Bei den in Barcelona ausgetragenen Spielen schied sie in den Wettbewerben über 100 m Freistil, 100 m Schmetterling und 4 × 100 m Lagen im Vorlauf aus, über 50 m Freistil und 100 m Rücken erreichte sie das B-Finale. Vier Jahre später war sie erneut Teilnehmerin an Olympischen Sommerspielen. Über 50 m Freistil schied sie als 24. im Vorlauf aus, über 200 m Rücken erreichte sie das B-Finale. Mit der Staffel über 4 × 100 m Lagen verfehlte sie die Medaillenränge knapp und erreichte den vierten Rang. Im Wettbewerb über 100 m Rücken gewann sie die Bronzemedaille.